# Manuel José García
Manuel José García Ferreyra (11 octobre 1784, Buenos Aires - 22 octobre 1848, Buenos Aires) est un homme politique argentin.

## Biographie
Il est ministre des Affaires étrangères de 1824 à 1826.